# Еколошко друштво Градац
Еколошко друштво Градац из Ваљева, основано је 18. јула 1986. године, иницијативом двадесет и шест грађана Ваљева, као једна од првих југословенских и српских асоцијација еколошке оријентације, са циљем заштите дела клисуре реке Градац, организовањем рибочуварске службе и прихват гостију.

## Историјат
Још негде крајем педесетих година 20. века, јавиле су се прве асоцијације грађана са циљем заштите угрожених природних ресурса. Први назив удружења био је Удружење за заштиту реке „Градац” Ваљево, да би нешто касније, током 1993. године, тај назив преиначен у данашњи, у складу са просторним и суштинским ширењем активности. Непосредан повод за удруживање је дала одлука СО Ваљево, из 1984. године да се успостави заштита дела клисуре реке Градац, као предела изузетних одлика, у површини од 600ha, иницијативом Друштва младих истраживача у Ваљеву.
Друштво на самој реци Градац, на потезу Шарено платно, на три километра од манастира Пустиња узводно, има израђен бивак, за смештај посетилаца и чувара. Данас Друштво свој рад и организовање чуварске службе, финансира у највећој мери продајом риболовних дозвола, затим принадлежности града Ваљева, као радом и помоћи волонтера. 

## Клисура реке Градац
Клисура реке Градац је под заштитом као природно добро од великог значаја и сврстава се у II категорију. Предео изузетних одлика обухвата клисуру реке Градац, са атрактивним геоморфолошким карактеристикама (Дегурићка, Краљева, Висока, Градска, Баћина пећина), хидрографским обележјима водотока, хидрогеолошким особеностима сливног подручја, стаништем ретких и угрожених биљних и животињских врста, сложеним и различитим шумским екосистемима и споменицима културе од великог значаја.